# Lupita Tovar
Guadalupe Tovar (27. srpnja, 1910., Oaxaca, Meksiko - 12. studenog 2016.) bila je poznata meksička televizijska i filmska glumica.

## Životopis

### Rani život i karijera
Lupita Tovar rođena je u Oaxaci u Meksiku. Karijeru je započela kao tinejdžerica na audiciji u Ciudad de Méxicu. Već se tada isticala među drugima, u čemu joj je uvelike pomogla njena ljepota. Sudjelovala je u mnogim filmovima kao što su Drácula, El tenorio del harem, La voluntad del muerto, The Cock-Eyed World, The Black Watch i The Veiled Woman. 2001. je dobila nagradu Ariel za životno djelo.

### Privatni život
Lupita se udala 22. listopada, 1932. za Paula Kohnera. Zajedno imaju dvoje djece, sina, producenta Pancha Kohnera i kćer, glumicu Susan Kohner (nominiranu za Oscara 1964.), i unuke, američke redatelje Paula i Chrisa Weitza (poznatih po filmovima Antz, About a Boy (nominiran za Oscara 2002.) i Američka pita. Lupitin suprug umro je 16. ožujka 1988.

## Filmografija
- The Veiled Woman (1929.)
- The Black Watch (1929.)
- The Cock-Eyed World (1929.)
- La voluntad del muerto (1930.)
- El tenorio del harem (1931.)
- Drácula (1931.)
- Santa (1932.)
- The Fighting Gringo (1939)
- Tropic Fury (1939.)
- South of the Border (1939.)
- Gun to Gun (1944.)
- Miguel Strogoff (1944.)
- The Crime Doctor's Courage (1945.)